# Estación de La Bazagona
La Bazagona es una estación ferroviaria situada en el municipio español de Malpartida de Plasencia en la provincia de Cáceres, comunidad autónoma de Extremadura. En la actualidad se encuentra cerrada al público y no ofrece servicio de viajeros.

## Situación ferroviaria
Según Adif la estación se encuentra en el punto kilométrico 231,2 de la línea férrea 500 de la red ferroviaria española que une Madrid con Valencia de Alcántara, entre las estaciones de Casatejada y Monfragüe. Este kilometraje se corresponde con el trazado clásico entre Madrid y la frontera portuguesa por Talavera de la Reina y Cáceres. El tramo es de vía única y está sin electrificar.
La actual estación de La Bazagona entró en servicio en 1990 junto con la variante que lleva su nombre, la cual sirvió para rectificar el trazado entre este punto y la de estación de Mirabel, permitiendo así una mayor velocidad de las circulaciones. Con ello, se cerró y se abandonó la histórica estación de La Bazagona, ubicada a muy poca distancia de la que se inauguró entonces.